# Камп (округ)
Округ Камп (англ. Camp county) — округ штата Техас Соединённых Штатов Америки. На 2000 год в нем проживало 11 549 человек. По оценке бюро переписи населения США в 2008 году население округа составляло 12 666 человек. Окружным центром является город Питсберг.

## История
Округ Камп был сформирован в 1874 году из части округа Апшер. Он был назван в честь Джона Лафайетта Кампа, техасского политического деятеля.

## География
По данным бюро переписи населения США площадь округа Камп составляет 526 км², из которых 512 км² — суша, а 14 км² — водная поверхность (2,80 %).